# Pulo U (Jangka)
Pulo U is een bestuurslaag in het regentschap Bireuen van de provincie Atjeh, Indonesië. Pulo U telt 334 inwoners (volkstelling 2010).